# Josip Buljević
Josip Buljević (ur. 2 kwietnia 1971 w Splicie) – chorwacki dziennikarz, urzędnik państwowy i polityk, w latach 2008–2012 dyrektor Agencji Wywiadu i Bezpieczeństwa (SOA), w 2016 minister obrony.

## Życiorys
Absolwent dziennikarstwa na wydziale nauk politycznych Uniwersytetu w Zagrzebiu (1995). Od 1992 pracował jako dziennikarz w dzienniku „Večernji list”. W 1995 przeszedł do pracy w chorwackich służbach specjalnych. Został zatrudniony w agencji SZUP jako oficer operacyjny, następnie był dyrektorem departamentu ds. analiz i departamentu ds. operacji. W 2004 przeszedł do zajmującej się kontrwywiadem agencji POA, gdzie był wicedyrektorem. W 2006 objął tożsame stanowisko w nowo utworzonej Agencji Wywiadu i Bezpieczeństwa, w latach 2008–2012 jako dyrektor kierował tą instytucją. Od 2012 do 2013 był analitykiem w biurze rady bezpieczeństwa narodowego (UVNS), po czym przez dwa lata pełnił funkcję konsula generalnego w Los Angeles. W 2015 prezydent Kolinda Grabar-Kitarović powołała go na swojego doradcę ds. obrony i bezpieczeństwa narodowego.
W styczniu 2016 z rekomendacji HDZ objął urząd ministra obrony w rządzie Tihomira Oreškovicia. W marcu tegoż roku wstąpił do Chorwackiej Wspólnoty Demokratycznej. Stanowisko ministra zajmował do końca funkcjonowania gabinetu, tj. do października 2016.
Powrócił do pracy w dyplomacji, w 2017 został ambasadorem Chorwacji w Finlandii.